# Musad Mahmud
Musad Mahmud (arab. مسعد محمود) – egipski zapaśnik walczący w stylu klasycznym. Mistrz Afryki w 1979 roku.